# 望月朗宏
望月 朗宏（もちづき あきひろ、1934年7月6日- 2022年5月3日 ）は、日本の経営者。日清紡績社長、会長を務めた。

## 来歴・人物
神奈川県出身。1958年に東京大学法学部を卒業し、同年に日清紡績に入社した。1986年7月に取締役に就任し、1989年6月に常務、1992年6月に専務を経て、1994年6月に社長に就任。2000年6月に会長に就任。
2022年5月3日、病気のために死去。87歳没。